# Пушкин, Алексей Михайлович (1771)
Алексе́й Миха́йлович Пу́шкин (31 мая 1771, Москва — 25 мая 1825, Москва) — генерал-майор и камергер, писатель
, переводчик Мольера, актёр-любитель из рода Пушкиных. В первой четверти XIX века славился как первый в Москве острослов. Внук дипломата А. М. Пушкина.

## Биография
Сын коллежского советника Михаила Алексеевича Пушкина (1749—1793) от брака его с княжной Натальей Абрамовной Волконской (1746—1819). С родителями был разлучен в первый год жизни, когда отец его попал в подозрение по делу брата своего Сергея, уличенного в намерении делать фальшивые ассигнации. Императрица Екатерина II приняла личное участие в следствии по этому делу и 25 октября 1772 года оба брата были приговорены к смертной казни, но помилованы и осуждены: Сергей на заточение, Михаил — к ссылке в Тобольск. Наталья Абрамовна, любившая мужа, последовала, за ним в ссылку, оставив сына на попечение подруги своей, Прасковьи Владимировны Мелиссино (сестры генерала Ю. В. Долгорукова).
Получил образцовое воспитание в доме куратора Московского университета И. И. Мелиссино. С детства записанный в военную службу, Пушкин в 1773 году был капралом лейб-гвардии Преображенского полка, в 1775 сержантом, а в 1790 выпущен в капитаны, с 1791 года секунд-майор. Был в действующей армии во время русско-турецкой войны в Молдавии, в должности флигель-адъютанта в штабе князя Ю. В. Долгорукова, но не приняв участия ни в одном сражении, вернулся в Москву. Во время русско-персидской войны подполковник Пушкин принимал участие с отрядом генерала С. А. Булгакова в боях при занятии Дербента (03.05.1796), при Шемахе и Куре (24.11.1796).
В 1798 году был пожалован в полковники, через два года в генерал-майор и назначен шефом Нарвского драгунского полка (16.01.1800). Но вскоре был отставлен от службы (19.10.1800) «за ложный рапорт» и переведен с тем же званием в Рижский 11-й драгунский полк (5.04.1801), откуда по прошению был отставлен «без награждения чином» (02.10.1802). В 1806 году Пушкин состоял в войсках народной милиции дежурным генералом при главнокомандующем князе Ю. В. Долгорукове. В 1809 году определился непременным членом Кремлёвской мастерской и Оружейной Палаты, где служил до 1816 года. В 1811 году был из генерал-майоров переименован в действительные статские советники и пожалован в камергеры.
Перед взятием Москвы французами Пушкин выехал в Нижний Новгород, где в отчаянии от потери имущества много играл в карты. Его суконная фабрика в имении под Можайском, которое ему подарила мать, в августе 1812 года была разорена. В 1813 году он пытался устроиться в Петербурге, но не получив благоприятного результата, вернулся в Москву, где 1818 году стал одним из учредителей Московского общества сельского хозяйства, а с 1820 года его секретарем. В этой должности находился два года, не оставив, впрочем, особенных следов своей деятельности, так как светская жизнь слишком поглощала его.
Последний год жизни Пушкин много болел, у него была водянка в ногах. Жены его не было в то время в Москве; из-за недуга дочери она жила в Дрездене. Будучи при смерти, как атеист, он отказывался от причастия и только разговор с князем Ю. В. Долгоруковым смог его переубедить. Перенеся в последние два дня несколько апоплексических ударов, 25 мая 1825 года в девять часов вечера Пушкин скончался. Похоронен в своем имении, селе Константиново Бронницкого уезда, в Троицкой церкви. Жуковский в письме по поводу смерти Пушкина к вдове его писал: «Всеобщее сожаление о нём доказало ясно, что он был достоин общей любви».

## Литературная и театральная деятельность
По словам князя П. А. Вяземского, в молодости Пушкин был «соблазнительно-обворожительный» и принимал деятельное участие в жизни петербургского и московского высшего общества, где блистал своим неистощимым остроумием и находчивостью. Вместе с В. Л. Пушкиным и известным волокитой Н. Ф. Хитрово он состоял в дружеском, несколько разгульном обществе «Галера» и отличался вольнодумством и крайней приверженностью ко всему французскому, из-за чего многие «русопяты» (вроде С. Н. Глинки) относились к нему неодобрительно. По отзыву Ф. Ф. Вигеля, многоглаголивый Пушкин был «циник и безбожник, его ум был забавен, но не довольно высок, чтобы снять печать, наложенную обществами 18 века». Вообще круг его друзей был очень широк и разнообразен, это Ф. Ф. Кокошкин, Тончи, А. И. Тургенев, Ф. И. Толстой, К. Н. Батюшков, И. И. Дмитриев, Д. В. Дашков, Д. Н. Блудов и многие другие. Любитель театра он и сам, по общему свидетельству, был актёр редкого дарования

«На театральных подмостках он был, как в комнате, как дома. Вообще он нелегко смущался и никогда не рисовался. Публика для него не существовала. Он играл роль свою, как чувствовал, и как понимал её, и всегда чувствовал и понимал её верно, выражался непринужденно. Игра в лице его была мимическая и вне сцены».
И. И. Дмитриев говорил, что в своей игре «Пушкин был натурален и прост, но эта простота равнялась искусству». С. Т. Аксаков менее сочувственно относился к Пушкину-актеру, обвиняя его в излишней самобытности, в недостаточном следовании традиции. Не довольствуясь только игрой, он сам переводил драматические французские сочинения, и два из них поставил на сцене.
Первым своим литературным произведением «Женевал, или французский Барневельдт, драма в пяти действиях, переведена с французского Алексеем Пушкиным» (Изд. в Москве в тип. Н. Новикова, 1783), Пушкин очевидно, был обязан своим происхождением и влиянию Мелиссино; оно было напечатано, когда переводчику было всего 12 лет, а написано оно было, судя по предисловию, ещё раньше. Книга посвящена «Императорского Московского университета ученикам»; в предисловии переводчик скромно говорил:

Когда Вы будете читать сию драму, вникайте в смысл и нравоучения её, снисходите десятилетнего отрока слогу, который хотя и исправлен от более знающих Российский язык, однако довольно хорошим признать не осмеливаюсь.
В 1810 году Пушкиным были напечатаны его переводы Расина: «Смерть Ипполита» (отрывок из нового перевода «Федры») и отрывок — «Сон Гафалии» (из «Гафалии»). В том же 1810 году он поставил на сцене свой перевод Мольерова «Тартюфа», под названием «Ханжеев». Пьеса не была встречена сочувственно и князь Вяземский прямо говорил, что перевод был «плоховат», а критики замечали, что «половина комедии переведена стихами, а другая половина самою дурною прозой». В 1816 году Пушкин перевел «Игрока» Реньяра, который, стараниями А. И. Тургенева и Вяземского, был поставлен на сцене 30 апреля 1817 года. Кроме переводов, он пробовал свои силы в стихах и в сочинение романсов. В 1814 году он написал пролог в стихах: «Храм Бессмертия», который был поставлен в Москве, в доме Полторацкого, по случаю взятия Парижа. Вообще по мнению современников, Пушкин был «скромным стихотворцем» и поэтому печатал свои стихи мало.

## Семья

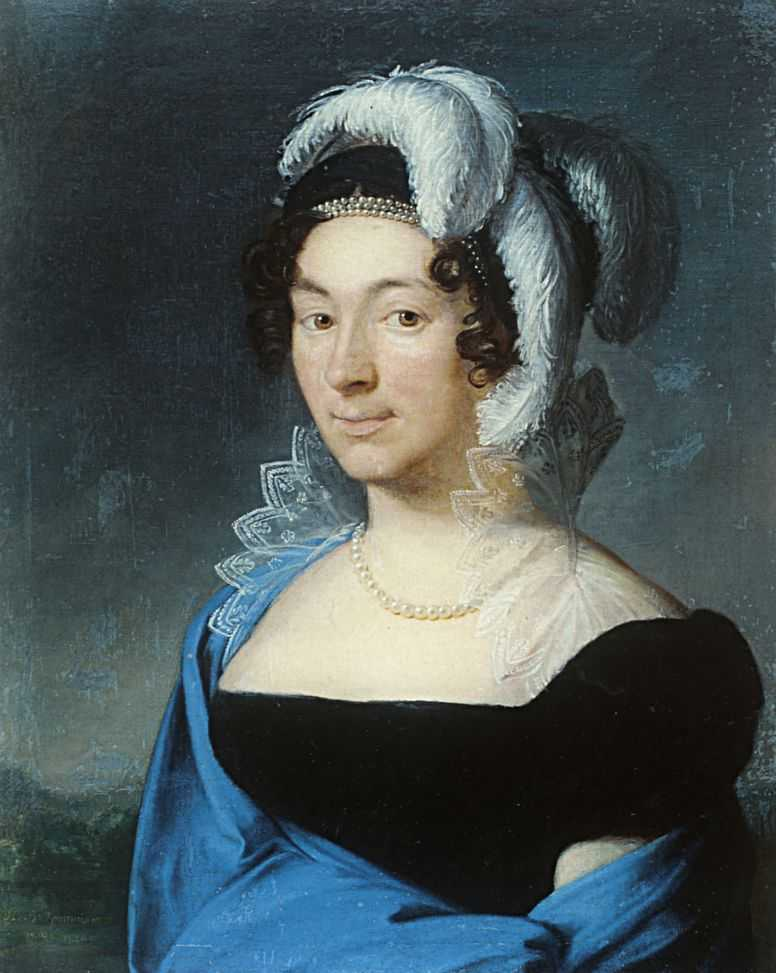
Елена Григорьевна Пушкина на портрете Тропинина (1818)

Жена (с 1802 года) — Елена Григорьевна Воейкова (27.04.1778 — 1833), дочь курского вице-губернатора Григория Александровича Воейкова и его жены Евдокии Михайловны Ярославовой. Родилась в Петербурге, крещена 2 мая 1778 года в церкви Введения во храм Пресвятой Богородицы лейб-гвардии Семёновского полка при восприемстве тетки Анны Михайловны Ярославовой. Лишившись рано матери, помогала отцу по хозяйству и в 15 лет уже выезжала в свет. На одном бале в Москве она увидела известного «покорителя сердец», будущего генерал-майора, Николая Фёдоровича Немцова (1768—1850) и заметила, что «не видит в нём ничего неотразимого». Узнав об этом, привыкший к восторгу окружающих Немцов начал искать встречи с Еленой Григорьевной и как-то раз, застав её дома одну, просил её руки. Получив отказ, он вынул из кармана пистолет и пригрозил застрелиться, если она не даст своего согласия. Состоялась свадьба, но брак не был счастливым.
Через год Елена Григорьевна уехала от мужа к своей тетке, оставив новорожденного сына на попечении свекрови. Некоторое время спустя она познакомилась с А. М. Пушкиным и получив развод, вышла за него замуж. «Обладая замечательным образованием, хорошо знакомая с современной литературой, любезная в своем обращении», мадам Пушкина вызывала глубокое уважение у таких людей, как Жуковский, Вяземский, А. И. Тургенев и Батюшков. С последним она познакомилась в 1811 году и была особенно дружна, позднее в 1827 году она заботилась о нём за границей, когда Батюшков там лечился, а она — жила с больной дочерью. Будучи женщиной светской, Елена Григорьевна любила общество, где ей, по мнению Ф. Ф. Вигеля, нравилось «делать ум и чувствительность; первое было ей из чего, а последнего в ней вовсе не было. К тому же она чрезвычайно либеральничала и вместе с мужем находилась в постоянном возмущении против правительства и царя». В июне 1829 года с Пушкиной произошел инсульт, в результате которого её частично парализовало. Скончалась в начале 1833 года. Во втором счастливом браке она имела двенадцать детей, из которых только пятеро пережили своих родителей. Из них:
- Ольга (11.03.1801—02.02.1862), родилась до брака родителей, по указу от 12 февраля 1802 годе «ей дозволено принять фамилию отца и все права по роду его». Замужем за полковником греческой службы Г. Д. Орфано (1795—1859).
- Прасковья (1803—07.08.1875), художница, на ней хотел жениться С. И. Тургенев[18].
- Иван (14.12.1804—19.08.1875), подпоручик, с 1858 года состоял в Комитете для обсуждения мер к улучшению быта помещичьих крестьян.
- Наталья (1806—1870), с 1833 года замужем за декабристом А. А. Челищевым (1797—1881).
- Фаина (01.04.1807—16.02.1883), замужем за Д. П. Скуратовым (1802—1885), русским экономистом и цензором.
- Юлия (26.11.1809[19]—06.01.1810[20])
- Михаил (1817—14.04.1819[21])